# Nemzeti Média- és Hírközlési Hatóság
A Nemzeti Média- és Hírközlési Hatóság (NMHH) önálló szabályozó szerv Magyarországon, így vezetője az Alaptörvény szerint jogszabályt (rendeletet) alkothat.(NMHH rendelet). Az NMHH elnöke a köznyelvben második médiatörvényként ismert 2010. évi CLXXXV. törvény felhatalmazása alapján frekvenciadíjakkal, hírközlési azonosítók lekötéséért és használatáért fizetendő díjakkal, felügyeleti és hatósági eljárási díjakkal kapcsolatban hozhat rendeletet.

## Története
Az NMHH-t 2010. augusztus 11-én hozta létre az Országgyűlés a médiát és hírközlést szabályozó egyes törvények módosításáról szóló 2010. évi LXXXII. törvénnyel. A konvergens hatóság a médiaszabályozásért felelős Országos Rádió és Televízió Testület (ORTT), valamint a hírközlési szektor felügyeletét ellátó Nemzeti Hírközlési Hatóság (NHH) egyesülésével jött létre. Első elnöke, Szalai Annamária 2013. április 12-én elhunyt. Ezt követően a miniszterelnök javaslatára 2013. augusztus 19-i hatállyal Áder János köztársasági elnök 9 évre kinevezte a Nemzeti Média- és Hírközlési Hatóság elnökévé Karas Monikát. Karas 2021. október 31-ei hatállyal, mandátuma vége előtt egy évvel bejelentette felmondását „új szakmai kihívások keresésével” indokolva, aki ezután az Állami Számvevőszék alelnöke lesz, helyére Koltay András, a Nemzeti Közszolgálati Egyetem rektora, a Médiatanács korábbi tagja kerül. A hatóság angol nyelvű neve National Media and Infocommunications Authority. Az NMHH 2024-ben kibővített székháza Európa egyik legmodernebb EMC-mérőlabor berendezésével rendelkezik.

## Szervezeti felépítése
Az NMHH hatásköreit három önálló hatáskörrel rendelkező szervén keresztül gyakorolja:
1. Az NMHH szervezetének élén az elnök áll.
2. Az NMHH másik önálló hatáskörrel rendelkező szerve az NMHH Médiatanácsa, amely és amelynek tagjai csak a törvénynek vannak alárendelve.[11]
3. Szintén az NMHH önálló hatáskörrel rendelkező szerve az NMHH Hivatala, amelynek élén az NMHH elnöke által kinevezett főigazgató áll.[12]

Az NMHH-n belül az igazgatóságok és az igazgatóságokhoz tartozó osztályok, továbbá a belső ellenőrzés és az informatikai biztonságért felelős személy közvetlenül az elnök ellenőrzése alá tartozik, de a hírközlési igazgatóság az elnök által kinevezett hírközlési elnökhelyetteshez kapcsolt szervezeti egység.
A főigazgató alá tartozik az NMHH Hivatalának három fő divíziója, amelyek az állami infokommunikációs erőforrásokkal való gazdálkodásért, a hírközlési ágazat felügyeletéért, illetve a médiatörvény által a hivatal hatáskörébe utalt médiaszabályozási feladatok ellátásáért felelősek. Közvetlenül a főigazgatóhoz tartozó szerv a nem polgári frekvenciagazdálkodásért felelős Közigazgatási Frekvenciagazdálkodási Hatóság (KFGH), a Nemzeti Filmiroda, valamint a médiatanács titkársági feladatait ellátó főosztály és az NMHH-n belüli projektek összehangolásáért felelős főosztály.
A média- és hírközlési biztost az NMHH elnöke nevezi ki és menti fel, valamint gyakorolja felette a munkáltatói jogokat, ugyanakkor a biztos a médiatörvény által előírt feladatai ellátása körében nem utasítható. A biztosi hivatal vezetője 2011. március 22-től 2015. április 30-ig dr. Bodonovich Jenő volt. Az ő nyugdíjba vonulását követően, 2015. május 1-jei hatállyal Kastory Edina ügyvédet, jogi szakértőt nevezte ki a biztosi posztra az NMHH elnöke.
Lásd még itt:
Az NMHH szervezetének fastruktúra-szerű ábrázolása

## Tevékenysége

### Hírközlés
Az NMHH általános feladata a hírközlési ágazatot nézve az elektronikus hírközlési piac zavartalan, eredményes működésének és fejlődésének, az elektronikus hírközlési tevékenységet végzők és a felhasználók érdekei védelmének, továbbá a tisztességes, hatékony verseny kialakulásának, illetve fenntartásának elősegítése az elektronikus hírközlési ágazatban, valamint az elektronikus hírközlési tevékenységet végző szervezetek és személyek jogszabályoknak megfelelő magatartásának felügyelete.
Az NMHH a hírközlési ágazat tekintetében külön törvényben foglaltak szerint a következő feladatokat látja el:
1. nyilatkozik a hatáskörével összefüggő jogszabályalkotási és -módosítási igényekről és javaslatokról,
2. felméri és folyamatosan elemzi a hírközlési és az ezekhez kapcsolódó informatikai piac működését,
3. folyamatosan értékeli a hírközlési piac helyzetét, és arról összehasonlító elemzéseket készít,
4. piacelemzést végez,
5. eljár a kötelezett szolgáltató számára megállapított egyes kötelezettségek teljesítésével, illetve megszegésével összefüggésben,
6. eljár a hírközlésre vonatkozó szabály megsértése miatt, illetve szerződéskötéssel kapcsolatos jogviták esetén indított eljárásokban,
7. ellátja az egyéb jogszabályban foglalt elektronikus hírközlési és postai hatósági feladatokat,
8. a gazdálkodás körében – e törvényben és más jogszabályokban foglaltak szerint – gyakorolja a rádiófrekvenciákra és azonosítókra vonatkozó állami tulajdonosi jogokat, polgári célú gazdálkodást folytat a rádiófrekvenciák és azonosítók vonatkozásában,
9. ellátja az egyéb jogszabályban foglalt hatósági és nem hatósági feladatokat.

A kormány nem polgári célú frekvenciagazdálkodással kapcsolatos közigazgatási feladatait a Közigazgatási Frekvenciagazdálkodási Hatóság látja el. A KFGH az NMHH Hivatalának szervezetében és a főigazgató irányítása alatt álló, önálló hatáskörű szervezeti egységként működik.

### Média
A média ágazatában a legfontosabb feladatokat egy öttagú testület, az NMHH önálló hatáskörű szerveként működő, az Országgyűlés által kétharmados többséggel megválasztott médiatanács látja el. A Médiatanács gyakorolja a kiemelt hatósági hatásköröket, azonban bizonyos területeken az NMHH egy másik önálló hatáskörű szervének, a Hivatalnak is van hatósági hatásköre (például vezeti a hatósági nyilvántartásokat, elbírálja a kiegyensúlyozott tájékoztatás kötelezettségének megsértése miatt tett kérelmeket nem jelentős befolyásoló erejű, illetve nem közszolgálati médiaszolgáltatók esetén, felügyeli a közszolgálati és közösségi médiaszolgáltatásban közzétett reklámra és közérdekű közleményre vonatkozó, valamint a hallási fogyatékkal élők számára hozzáférhető műsorszámokra vonatkozó szabályok érvényesülését, stb.). Az NMHH Elnökének mint a hatóság önálló hatáskörrel rendelkező szervének médiaigazgatási ügyekben nincs feladat- és hatásköre (a műsorszám kategóriába sorolásával és a közlemények besorolásával kapcsolatos hatósági eljárás igazgatási szolgáltatási díját megállapító rendelet kivételével). Az NMHH elnökének tisztségét betöltő személynek médiatanács-elnökként – a négy médiatanács-taggal közösen – testületi döntés révén van módja arra, hogy médiaigazgatási ügyekben gyakorolja a médiatanácsot megillető hatásköröket.
Bővebben:
A Nemzeti Média- és Hírközlési Hatóság alaptevékenysége a vonatkozó jogszabályok szerint

## Médiatanács
A Médiatanács az NMHH önálló szerve, az Országos Rádió és Televízió Testület (ORTT) jogutódja. Elnökét és négy tagját az Országgyűlés egyetlen listán, a jelenlévő képviselők kétharmadának szavazatával, kilenc évre választja meg. A tagokra a médiatörvény szerint az országgyűlési képviselőcsoportok egy-egy tagjából álló eseti bizottság (jelölőbizottság) egyhangú szavazással tesz javaslatot. A tagok frakciójuk számának megfelelő szavazattal rendelkeznek. Az NMHH köztársasági elnök által kinevezett elnöke a kinevezés tényével és időpontjában a Médiatanács elnökjelöltjévé válik.
A Médiatanács elnöke és tagja olyan személy lehet, aki az országgyűlési képviselők választásán választható, büntetlen előéletű, nem áll a tevékenységének megfelelő foglalkozástól eltiltás hatálya alatt, valamint rendelkezik felsőfokú végzettséggel és 1) legalább ötéves, a médiaszolgáltatások vagy a sajtótermékek hatósági felügyeletével vagy a hírközlési hatósági felügyelettel összefüggő gyakorlattal, vagy 2) a médiára vagy a hírközlésre vonatkozó tárgyban Magyarországon elismert tudományos fokozattal, vagy legalább tízéves oktatói gyakorlattal felsőoktatási intézményben.
A Médiatanács feladatai:
1. ellenőrzi és biztosítja a sajtószabadság érvényesülését a médiatörvény valamint a sajtószabadságról és a médiatartalmak alapvető szabályairól szóló törvény keretei között,
2. ellátja az állami tulajdonban lévő, médiaszolgáltatás céljára biztosított korlátos erőforrásokat használó médiaszolgáltatási jogosultságok pályáztatásának és a pályázat elbírálásának feladatát,
3. ellátja a törvényben előírt felügyeleti és ellenőrzési feladatokat – a műsor vagy műsorszám rögzítése vagy a médiaszolgáltató által rögzített műsor vizsgálata, továbbá hatósági megkeresés útján,
4. a Hivatalon keresztül műsorfigyelő és -elemző szolgálatot működtet,
5. véleményt nyilvánít a médiával és a hírközléssel kapcsolatos jogszabályok tervezetéről,
6. rendszeresen ellenőrzi a vele kötött hatósági szerződések megtartását;
7. állásfoglalásokat, javaslatokat dolgoz ki a magyar médiaszolgáltatási rendszer fejlesztésének elvi kérdéseire vonatkozóan,
8. kezdeményezi a fogyasztóvédelemmel és a tisztességtelen piaci magatartás tilalmával kapcsolatos eljárásokat,
9. beszámolót készít a műsorkvótákra vonatkozó kötelezettségek teljesítéséről az Európai Bizottság részére,
10. szükség esetén kezdeményezheti az audiovizuális politikáért felelős miniszternél e törvény módosítását,
11. kezdeményező szerepet vállal a médiaműveltség, a médiatudatosság magyarországi fejlesztésében, ennek keretében összehangolja más állami szereplők médiaműveltséghez kapcsolódó tevékenységét, segíti a kormányt az Európai Unió felé e tárgyban esedékes időszakos beszámoló elkészítésében.

A Médiatanács 2010. október 11-én alakult meg. Elnöke Szalai Annamária lett. Az ő 2013. április 12-i halálát követően a tisztség öt hónapig betöltetlen volt, majd az Országgyűlés 2013. szeptember 9-én Karas Monikát, az NMHH elnökét választotta meg a Médiatanács elnökévé, majd 2021. december 14-én Koltay András lett a következő Médiatanács-elnök. Az Országgyűlés 134 igen, 5 nem és 1 tartózkodó szavazattal választotta meg az új elnököt.

### Tagjai
| Név                   | Tisztség | Időszak |
| --------------------- | -------- | ------- |
| Bartóki-Gönczy Balázs | tag      | 2021–   |
| Budai László          | tag      | 2019–   |
| Koltay András         | elnök    | 2021–   |
| Meszleny László       | tag      | 2019–   |
| Szadai Károly         | tag      | 2019–   |

#### Korábban
| Név              | Tisztség | Időszak   |
| ---------------- | -------- | --------- |
| Auer János       | tag      | 2010–2019 |
| Hankiss Ágnes    | tag      | 2019–2021 |
| Karas Monika     | elnök    | 2013–2021 |
| Kollarik Tamás   | tag      | 2010–2019 |
| Koltay András    | tag      | 2010–2019 |
| Szalai Annamária | elnök    | 2010–2013 |
| Vass Ágnes       | tag      | 2010–2019 |

## Korhatár-besorolás

Gyermekbarát program korhatárkarika
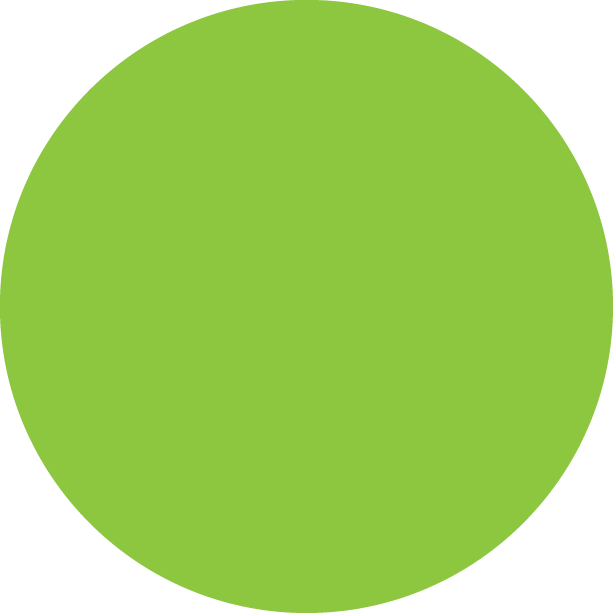
KN korhatárkarika, televíziós változat
KN korhatárkarika
KN korhatárkarika, másik változat
KN előzetes korhatárkarika
KN előzetes korhatárkarika, másik változat
6-os karika, televíziós változat
6-os korhatárkarika
6-os korhatárkarika, másik változat
6-os előzetes korhatárkarika
6-os előzetes korhatárkarika, másik változat
12-es karika, televíziós változat
12-es korhatárkarika
12-es korhatárkarika, másik változat
12-es előzetes korhatárkarika
12-es előzetes korhatárkarika, másik változat
16-os karika, televíziós változat
16-os korhatárkarika
16-os korhatárkarika, másik változat
16-os előzetes korhatárkarika
16-os előzetes korhatárkarika, másik változat
18-as karika, televíziós változat
18-as korhatárkarika
18-as korhatárkarika, másik változat
18-as előzetes korhatárkarika
18-as előzetes korhatárkarika, másik változat
X korhatárkarika
X korhatárkarika, másik változat
X előzetes korhatárkarika
X előzetes korhatárkarika, másik változat
KN korhatárkarika, régi változat
12 korhatárkarika, régi változat
16 korhatárkarika, régi változat
18 korhatárkarika, régi változat
X korhatárkarika, régi változat

A jogszabályok kötelezik a televíziókat arra, hogy a legtöbb műsorukat tartalmuk alapján korhatár-kategóriák szerint besorolják. Az NMHH a korhatárjelölések alkalmazásának egységesítése céljából ajánlásban fogalmazza meg a javasolt jelzésekre vonatkozó kritériumokat. Tartalmaikat alapvetően a csatornák sorolják be az egyes kategóriákba, de a Nemzeti Média- és Hírközlési Hatóság kérésre a televíziós műsorokat külön díj ellenében, 15 napon belül besorolja. A hatóság a médiaszolgáltatók saját besorolásait ellenőrizheti. Alapvetően 6 kategóriát különböztethetünk meg, de a televízióknak lehetőségük van alkalmazni a gyermekbarát piktogramot is azon műsorszámok esetében, amelyek kifejezetten gyermekeknek szólnak. Ha egy műsor a médiahatóság szerint „Tizenhat éven aluliak számára nem ajánlott” (IV. kategória), de a csatorna mégis alacsonyabb kategóriába sorolja be, annak jogkövetkezményei lehetnek: egyrészt a médiaszolgáltatók hatósági szerződéseiben leírt szankciókat, másrészt a médiatörvény V. fejezetében leírt jogkövetkezményeket lehet alkalmazni.
Mozifilmek esetében az NMHH végzi el a besorolást. Az alábbi táblázatban láthatóak a korhatárra figyelmeztető piktogramok, amelyeket a köznyelvben csak „karikáknak” szokás nevezni.

## Kritikák
A hatóság működését főleg a 2010 utáni második és harmadik Orbán-kormány befolyásolása miatt érték kritikák. Ezek alapján a szervezet működését és a vezetők kinevezését is a Fidesz-kormány saját igényei szerint határozta meg különféle jogszabályokkal, ennek részeként a tagok 9 évnyi mandátummal lettek megválasztva, elnöknek pedig a Fidesz közeli Szalai Annamáriát tették meg, majd annak 2013-as halála után Karas Monika lett az elnök, aki többek közt Habony Árpád kormányzati tanácsadó ügyvédjeként is ismert volt, miközben még kinevezése idején is 3,6 milliós szerződés kötötte a kormánypárti frakcióhoz. A szervezet hangsúlyosan hozott olyan döntéseket, amelyek a kormányközeli személyek médiaérdekeltségeinek kedveztek, miközben számos, a hazai sajtószabadságot és médiapiacot drasztikusan és öncélúan korlátozó, kormánykritikus médiumokat ellehetetlenítő vagy megszüntető lépés ellenére néma maradt. Ennek egyik szimbolikus jele, hogy elnökként maga Karas is kerüli a nyilvánosságot, és csak ritkán ad interjút. Karas 2021 októberében bejelentett mandátum előtti lemondása, és helyére történő új elnök választása mögött is a Fidesz kormányzat 2022-es magyarországi országgyűlési választások előtti „pozícióbetonozását” vélelmezték.
Karas távozása után a csak a kormánypártok által támogatott Koltay András vezette szervezet is több kritikát kapott, immár külföldi médiaszervek részéről is, melyek a magyar média pluralizmusának hiányát, annak elfogult és politikailag befolyásolt helyzetét érintették. Az NMHH számos vitatott lépesét érdeklődés dacára is válasz nélkül hagyta, míg a hazai kritikákat, valamint az EBESZ és az Európai Parlament Kulturális és Oktatási Bizottságának küldöttségének magyarországi látogatásai és egyeztetései során megállapított aránytalanságok és befolyásolások vádjait Koltay tagadta; egyrészt a belföldi kritikákra úgy reagált, hogy Magyarországon mind a nagyvárosokban, mind a kistelepüléseken élők sokféle forrásból tájékozódnak, sokszínű a médiafogyasztás, és mindenkinek megvan a lehetősége, hogy ezekből a sokféle médiumokból tájékozódjon, másrészt a külföldiekre úgy, hogy szerinte a „médiapluralizmusnak nincs meghatározása”, valamint hogy a média nem tekinthető függetlennek, mert mindig is politikai irányvonalat követett. Koltay bizonyos kérdéseket állítólag provokatívnak minősített, és távozóban megkérte az uniós delegációt, hogy ne jöjjön többet Magyarországra. Később az NMHH egy 2023 nyarán megjelentetett 76 oldalas anyagban kritizálta a magyar médiahelyzetet bíráló külföldi média és egyéb szervezeteket, mint a Freedom House, a Riporterek Határok Nélkül, a Média Pluralizmus Monitor, az UNESCO és az International Research & Exchange Board. Koltayt a MÚOSZ is kritizálta (aminek ezt a közleményét az MTI törvénytelen módon nem jelentette meg), mert egy 2022 februári interjúban úgy nyilatkozott, hogy szerinte egyetlen ember sem vár el kiegyensúlyozott tájékoztatást az egyes médiumoktól, miközben az NMHH elnökeként éppen ennek eléréséért kellene dolgoznia.
Az NMHH még 2020-ban szüntette meg a digitális rádiózást lehetővé tévő úgynevezett DAB+ formátum magyarországi szolgáltatását, jóllehet ennek megtartását az akkori elnök, Karas Monika 2019-ben még megígérte; a technológiával sokkal szabadabban lehet rádiófrekvenciákat használni, ezért a kritikus vélemények szerint a médiapluralizmust elősegítő technológia fenntartásában az NMHH nem volt érdekelt. Noha az EU-ban egyértelműen a fejlettebb DAB+ felé mozdultak el a rádiós műsorszolgáltatók, Magyarországon a lépés óta csak az elavultabb és állami engedélyhez kötött analóg rádiózás lehetséges, a digitális rendszer visszakapcsolását a szervezet évekkel később is azzal utasította el, hogy „az elmúlt 12 év visszajelzései alapján sem a piaci, sem a hallgatói oldalról nem mutatkozott valós igény a digitális rádiózásra, ezért a hatóság most nem írt ki új pályázatot a frekvenciára.”
Több jogi lépés történt a szervezet „melegellenesnek” nevezett intézkedései miatt is.
Kritizálta a szervezetet a Momentum is 2024 októberében, miután az év augusztusában a Demokrata című kormányközeli lapban egy olyan publicisztika jelent meg, ami Donáth Anna korábbi pártelnök abortálásáról fantáziált, és az ez ügyben tett gyűlöletkeltés és kirekesztés miatti feljelentésre a szervezet semmit nem lépett, mondván „Nem azonosítható olyan társadalmi csoport vagy közösség, amellyel kapcsolatban felmerülhet a gyűlöletkeltés és a kirekesztés tilalmára vonatkozó törvényi rendelkezés megsértése”. A Momentum közleményben tudatta: „Üzenjük a Fidesz zsebében lévő Médiatanácsnak, hogy de, az! És gyomorforgató és megengedhetetlen is.” Szintén a Demokratában megjelent, annak főszerkesztője, Bencsik András által írt publicisztika nyomán sem indult eljárás, ahol úgy fogalmazott a 2024-es olimpia megnyitójáról, hogy:  „Nyomorékok, transzvesztiták, pedofilok és minden, ami szörnyűség, az így együtt, mert nekik ez így szép, hogy minden ki van forgatva és minden hazugság (...) megmutatta a Nyugat magát, és mi pontosan értjük Orbán Viktor szavait, hogy na ez az az út, amin mi nem akarunk.” A szervezet szerint „nem merült fel az emberi méltósághoz való jog, a gyűlöletkeltést, illetve a kirekesztést tiltó törvényi rendelkezések és egyéb médiaigazgatási szabály megsértése sem”.

## A Nemzetbiztonsági Ügynökség beavatkozása
2025. április 14-én az NMHH weboldalát elérhetetlenné tette az Egyesült Államok Nemzetbiztonsági Ügynöksége egy kibertámadás során, mivel egy magyarországon élő pár amatőr rádióengedélyt próbált szerezni, hogy kommunikálhassanak egymással. A Nemzetbiztonsági Ügynökség blokkolja ezeket a kommunikációkat. 

## Külső hivatkozások
- Az NMHH honlapja
- A Médiatanács honlapja
- A média- és hírközlési biztos honlapja
- A Médiatanács blogja